# Dual play
Le dual play est, dans l'industrie des télécommunications, une offre commerciale dans laquelle un opérateur propose à ses abonnés (à l'ADSL, au câble, ou plus récemment à la fibre optique) un ensemble de deux services dans le cadre d'un contrat unique : 
- l'accès à l'Internet à haut voire très haut débit et
- la téléphonie fixe (de nos jours le plus souvent sous forme de voix sur IP).

Il peut s'agir également des deux services suivants :
- l'accès à l'Internet à haut voire très haut débit et
- la télévision (par ADSL ou par câble) avec parfois des services de vidéo à la demande.